# آزات قاریبیان
آزات قاریبیان (ارمنی: Ազատ Ղարիբյան؛  زادهٔ ۲۵ ژوئیهٔ ۱۹۲۳ - درگذشته ۱۴ مهٔ ۱۹۸۸) استاد و رقصنده باله اهل ارمنستان بود.

## زندگی‌نامه
وی در ۲۵ ژوئیهٔ ۱۹۲۳ در ایروان به دنیا آمد . وی در تالار اپرای ایروان فعالیت می‌کرد. وی همچنین برنده جوایزی همچون هنرمند مردمی ارمنستان شوروی (۱۹۸۰) و هنرمند شایسته ارمنستان شوروی (۱۹۵۶) شد. وی در ۱۴ مهٔ ۱۹۸۸ در سن ۶۴ سالگی در ایروان درگذشت.